# 卡特里派

奥克西坦十字，卡特里派的象征符号

卡特里派（英語：Catharism），又稱為純潔派（Cathari，又譯迦他利，名稱源自希臘文 Katharoi，「清潔」的意思），是一個中世紀的基督教派别，受到摩尼教思想的影響，兴盛于12世纪与13世纪的西欧，主要分布在法國南部。
由於該教派於1145年傳入法國南部的阿爾比（Albi），因此又稱阿爾比派（法语：Albigeois，英语：Albigenses）。淨化主義於12世紀在西歐興起。宣洩主義最初是由禁慾主義領袖傳授的，他們幾乎沒有製定任何指導方針，導致一些宣洩主義的實踐和信仰因地區和時間的推移而有所不同。該運動深受保加利亞第一帝國的鮑格米爾人的影響，並且可能起源於拜占庭帝國，即透過亞美尼亞和安納托利亞東部的保祿派運動的追隨者，他們重新定居在色雷斯（菲利波波利斯）。
卡特里派最著名和最具爭議的信仰之一是二神論或自然神論原則，一善一惡。天主教會聲稱這與一神論相對立，一神論的基本原則是只有一位上帝，創造了所有可見和不可見的事物，如尼西亞信經所述。卡特里派相信善神是新約的神，精神領域的創造者，而邪惡的神是舊約的神，物質世界的創造者，許多卡特里派認為他是撒旦。卡特里派相信人類的靈魂是被困在邪神的物質領域的天使的無性靈魂，注定會轉世，直到他們通過安慰獲得救贖，安慰是死亡迫在眉睫時進行的一種洗禮，當他們回到善良的上帝身邊時為「完美」。
天主教會譴責卡特里派的做法，特別是安慰儀式。從他統治之初，教宗英諾森三世就試圖透過派遣傳教士並說服地方當局對卡特里派採取行動來結束卡特里派。1208年，英諾森的教宗使節皮埃爾·德卡斯泰爾瑙在將圖盧茲伯爵雷蒙德六世逐出教會後返回羅馬時被謀殺，他認為圖盧茲伯爵雷蒙德六世對卡特里派過於寬容。隨後，教宗依諾森三世放棄派遣天主教傳教士和法學家，宣布皮埃爾·德·卡斯泰爾諾為烈士，並於1209年發起阿爾比派十字軍。這場近二十年的運動成功地極大地削弱了該運動；隨後發生的中世紀宗教裁判所最終在1350年消滅了卡特里派。
關於淨化主義是否是一場真實的、有組織的運動，還是中世紀教會想像或誇大的運動，學術界有爭議。卡特里派之間缺乏任何中央組織，信仰和實踐的地區差異，以及缺乏來自卡特里派本身的資料，促使一些學者質疑卡特里派是否存在。其他學者說，有證據顯示清潔主義的存在，也有證據顯示教會中的迫害者誇大了它的威脅。

## 歷史

### 興起
卡特里派原本起源於巴爾幹半島，大約於1145年傳入阿爾比，其前身是羅馬帝國晚期的摩尼教。當時西方的摩尼教沒有全然消失。因東西方世界的接觸，包括東羅馬帝國皇帝將保羅派與波各米勒派從保加利亞地區逐出，這兩派就往西方傳去，又因為十字軍興起，使在西方還未消失的摩尼教再度興起，且與這些傳入西方的派別融合，產生出卡特里派，影響延伸到的地方包括巴爾幹半島、北義大利及法國南部。

### 全盛期
11－12世紀左右，卡特里派盛行於法國南部和義大利北部，成為以法國為活動中心的派別。後來法國北部以及德意志也有它的蹤跡，這新摩尼教的教徒就被稱為「Cathari」——「纯洁者」的意思。

### 叛教與討伐
1179年被教宗亞力山大三世宣佈為異端。教宗英諾森三世曾經屢次想要同化卡特里派，但是最終還是失敗。1209年，英諾森三世發起阿爾比十字軍來進行武力鎮壓，討伐整個法國南部的異端，一直到1229年──英諾森三世死後十三年，戰爭才結束。此次暴力鎮壓經歷20年（1209-1229年）。自此，中古世紀後期的卡特里派全被異端裁判所除滅，至14世紀末期，該派逐漸消失。

### 消亡
经过数十年的战争后，卡特里派信徒大为减少，经文手稿大多被焚毁，组织体系大伤元气，教中富有经验的教士所剩无几。此后，卡特里派的活动转入地下，活动范围主要在比利牛斯山脉一帶，1310年，卡特里派在该地区的复兴运动领袖皮埃尔和雅克·奥蒂埃兄弟被捕后处以极刑。由于受到宗教裁判所的打击，意大利北部的卡特里派在13世纪60年代绝迹。1330年后，宗教裁判所的文献中关于卡尔里派的记载和出现次数微乎其微。卡特里派在朗科多地区最后一个“纯洁的菁英”纪尧姆·贝利巴斯特在1321年被宗教裁判所施以火刑。

## 思想

### 非一神論
卡特里派在12世紀以及13世紀於西歐相當活躍。此派怀有双重信仰，跟摩尼教及諾斯底主義有淵源關係，主張靈魂高於肉體的二元論。他們信仰兩個神，一個是創造無形的精神世界的神，屬於善神。一個是有形的物質世界的神，屬於惡神。善神造靈魂，惡神造肉身，善與惡不斷鬥爭。這兩個神的觀念與以前的摩尼教是一樣的。卡特里派認為這惡神是聖經舊約時代的神，這惡神把人的靈魂囚禁在這屬物質的塵世身體裡，在這物質的世界裡，死不是一種解脫，只是靈魂循環進入到另一個人或獸的身體裡，卡特里派視一切的物質為惡，這世界是充滿各種疾病、痛苦、情慾，所以這物質的世界當然是惡的。

### 基督觀
卡特里派不認為耶穌是神，只視之為最高的受造者，他們認為耶穌來到這世上就是要帶離他們脫離這物質的世界，解放他們脫離這可悲的循環，啟示他們得救的真理。而基督是賜生命的靈，他在這塵世中只是一個形相，基督不是為女人所生，所以沒有人的成分，其肉身不具實體，所以既沒有死亡，也無升天。甚至連聖靈也只是受造者，只是眾靈（包括天使和人的靈魂）之首。

### 反教廷
卡特里派甚至認為當時的教牧界也是與世界同流合污，所以不是基督的代表，因此反對教階制度和神職人員擁有財產，也不認為聖事具有效力。

### 戒律
卡特里派主張不殺生，他們的信徒分為全徒與信徒兩種，全徒必須要全體都遵守齋戒、節慾、不說謊、不發誓等條規。他們具有大無畏的精神，寧死也不放棄他們的信仰。一般的信徒在禁慾的清規上是不用遵守的，但是要完全尊重全徒，全徒的命令要完全的遵守。